# 英雄互娱
英雄互娱是一家中国互联网游戏公司，2015年6月16日成立于北京，2017年11月公司注册地址变更到陕西延安，为延安市重点扶持上市企业。該公司曾投資遊戲科學以及庫洛遊戲。